# Чева (город)
Чева (итал. Ceva) — коммуна в Италии, располагается в регионе Пьемонт, в провинции Кунео.
Население составляет 5811 человек (2008 г.), плотность населения составляет 138 чел./км². Занимает площадь 42 км². Почтовый индекс — 12073. Телефонный код — 0174.
Покровительницей коммуны почитается Пресвятая Богородица, празднование 7 октября, и святая Лукия Сиракузская, празднование 13 декабря.

## Демография
Динамика населения:

## Города-побратимы
- Ле-Валь, Франция (1992)

## Администрация коммуны
- Официальный сайт: http://www.comune.ceva.cn.it/